# Gaspard de Clermont-Tonnerre

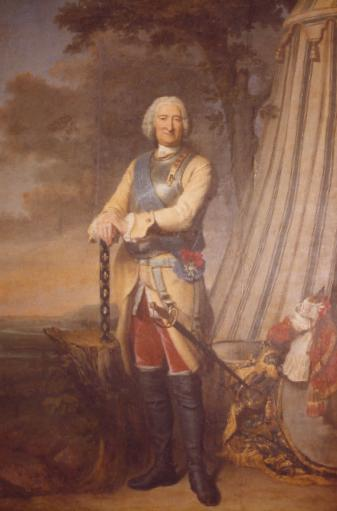
Gaspard de Clermont-Tonnerre, Marschall von Frankreich, Ölgemälde von Jacques-André-Joseph Camelot Aved, 1759, Château d’Ancy-le-Franc, Salle des Gardes

Gaspard de Clermont-Tonnerre (* 19. August 1688 in Dijon; † 16. März 1781 in Paris), genannt de Clermont, war ein französischer Adliger und Militär. Er war Marquis de Vauvillers, dann Herzog von Clermont-Tonnerre, Seigneur de Maugevel, Marschall von Frankreich und Pair von Frankreich.

## Leben
Gaspard de Clermont Tonnerre war der älteste Sohn von Charles Henri de Clermont-Tonnerre, Marquis de Cruzy et de Vauvillers, und Elisabeth de Massol, Dame de Vauvillers. Im Jahr 1703 war er Kornett und Kapitän der Kavallerie. Er kämpfte in der Schlacht bei Höchstädt (1704), in der Schlacht bei Oudenaarde (1708) und der Schlacht bei Malplaquet (1709). Ebenfalls 1709 wurde er Mestre de camp eines Kavallerieregiments unter seinem Namen. Er wurde Commissaire-général der leichten Kavallerie und am 1. Januar 1716 Brigadier des Armées du Roi. 1720 wurde er Kommandeur im Ordre royal et militaire de Saint-Louis. Am 3. Juni 1724 wurde er in den Orden vom Heiligen Geist aufgenommen.
1731 wurde er zum Maréchal de camp ernannt, am 29. Mai 1734 zum Gouverneur von Mont-Dauphin. Während der Feldzüge von 1733 und 1734 innerhalb des Polnischen Thronfolgekriegs kommandierte er in Abwesenheit des Comte d’Évreux die gesamte französische Kavallerie in Deutschland. Am 1. August 1734 wurde e zum Lieutenant-général befördert. Im Januar 1739 wurde er zum Gouverneur von Stadt und Zitadelle Belfort ernannt, im Gegenzug gab er das Kommando in Mont-Dauphin auf.
Nach der Schlacht bei Lauffeldt (2. Juli 1747) wurde Gaspard de Clermont-Tonnerre am 17. September 1747 zum Marschall von Frankreich befördert. Im gleichen Jahr gab er die Aufgabe als Mestre de camp-général de la Cavalerie zurück und wurde zum Lieutenant-général für die Dauphiné ernannt.
Im Rahmen der Feierlichkeiten zur Krönung Ludwigs XVI (11. Juni 1775) in der Kathedrale von Reims wurde er vor dem 25. Juni zum Herzog von Clermont-Tonnerre ernannt. Zu diesem Zweck wurde das Marquisat von Vauvillers zum Herzogtum Clermont-Tonnerre aufgewertet. Er war zu diesem Zeitpunkt knapp 87 Jahre alt. Er starb fünf Jahre später, am 16. März 1781 in Paris.

## Ehen und Nachkommen

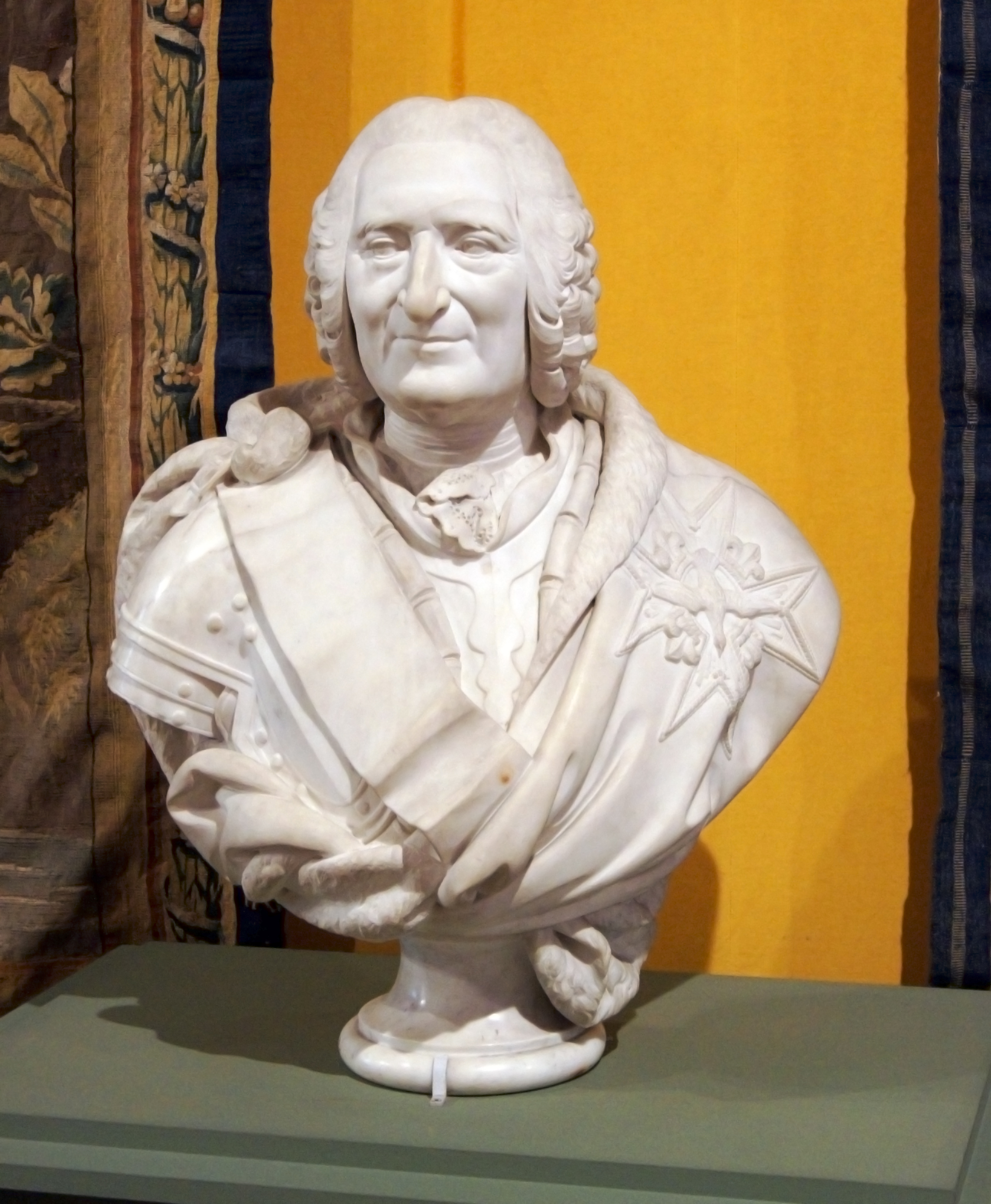
Marmorbüste von Gaspard de Clermont-Tonnerre, von Augustin Pajou, 1787, Hôtel-Dieu (Beaune)

Gaspard de Clermont-Tonnerre heiratete am 10. April 1714 in Paris Antoinette Potier de Novion (* 1685; † 29. August 1754 auf Schloss Champlâtreux nach einem Schlaganfall), Tochter von Jules Anne Louis Nicolas Potier de Novion, genannt le Marquis de Novion, Seigneur de Villers et de Grignon, und Antoinette le Comte de Montauglan (Haus Potier). Ihre Kinder waren:
- Charles Henri Jules, (* 6. Mai 1720 Paris; † guillotiniert 26. Juli 1794 ebenda), genannt le Comte de Clermont-Tonnerre, 1781 2. Herzog von Clermont-Tonnerre, 1782 Pair de France; ⚭ 5. Juni 1741 Marie Anne Julie le Tonnelier de Breteuil (* 1. Oktober 1716; † 13. Februar 1793 Paris), Tochter von François Victor le Tonnelier de Breteuil, Marquis de Fontenay-Tresigny, französischer Minister und Kriegsstaatssekretär, und Marie Angélique Charpentier d‘Ennery
- Madeleine Louise Jeanne (* 19. März 1722; † 27. Juli 1769 in der Abtei Valdome); ⚭ Champlâtreux 23. April 1743 François Louis Antoine de Bourbon Busset († 16. Januar 1793), Comte de Busset et de Chalus
- Jean Louis Aynard (* 30. August 1724 Paris; † 26. Februar 1801 Hamonville bei Tours), 1743 Abt von Luxeuil, 1753 Generalvikar in Dijon
- Joseph François (* 12. Januar 1727 Paris; † 30. April 1809 Hamonville), genannt  le Marquis de Clermont-Tonnerre, 1753 Seigneur d’Hamonville; ⚭ (1) 15. Januar 1757 Marie Anne Félicité de Lentilhac de Gimel, Dame d’Hamonville, Marquise de Lentilhac (* 22. Oktober 1728; † 29. September 1776 auf Schloss Champlâtreux), Tochter von Marquis Claude Francois de Lentilhac und Françoise Geneviève de Saint-Julien – die Eltern von Stanislas de Clermont-Tonnerre; ⚭ (2) Marie Louise Antoinette Guilloteau de Montussan (* 1758 Vesoul; † 20. November 1848 Schloss Hamonville)

Als Witwer heiratete er mit Ehevertrag vom 7. Oktober 1755 Marguerite Pauline de Prondre († 29. Juli 1756 in Paris, bestattet in Saint-Sulpice de Paris), Tochter von Paulin de Prondre, Président des la Chambre des Comptes, und Marguerite Petit de Ravannes, Witwe von Barthélémy de La Rochefoucauld de Roye, Comte de Chef-Boutonne.